# (73730) 1993 FL46
(73730) 1993 FL46 – planetoida z pasa głównego asteroid okrążająca Słońce w ciągu 3,77 lat w średniej odległości 2,42 j.a. Odkryta 19 marca 1993 roku.